# Campeonato Europeo de Balonmano Masculino de 2028
El XVIII Campeonato Europeo de Balonmano Masculino se celebrará conjuntamente en España, Portugal y Suiza entre el 13 y el 30 de enero de 2028 bajo la organización de la Federación Europea de Balonmano (EHF) y las federaciones de balonmano de los tres países.